# Talakjung vs Tulke
Pour plus de détails, voir Fiche technique et Distribution.
Talakjung vs Tulke (en népalais : टलकजंग भर्सेस टुल्के) est un film dramatique népalais réalisé par Nischal Basnet et sorti en 2014.
Le film est sélectionné comme entrée népalaise pour l'Oscar du meilleur film en langue étrangère à la 88e cérémonie des Oscars qui s'est déroulée en 2016.